# Leiblach
Die Leiblach, früher Leubelach, ist ein über 30 Kilometer langer Zufluss des östlichen Bodensees und somit des Rheins. Sie läuft ungefähr die ersten drei Viertel ihres Weges im Landkreis Lindau des deutschen Bundeslandes Bayern, danach ist sie dessen Grenzfluss zum Bezirk Bregenz im österreichischen Bundesland Vorarlberg.

## Name
Das Gewässer wurde etwa 865/66–872 als ultra fluuium … Liubilaha erstmals urkundlich genannt. Als Ortsname Leiblach schon im Jahr 802 als "Luibilunache". Der Name leitet sich von einem Personennamen Liubilo und dem Hydronym -aha mit der Bedeutung 'Fließgewässer' ab.

## Geographie

### Verlauf
Die Leiblach entsteht auf etwa 687 m ü. NHN im Streusiedlungsdorf Riedhirsch des Marktes Heimenkirch im bayerischen Landkreis Lindau und läuft durch Heimenkirch auf dem ersten Drittel ihres Weges etwas westlich bis westnordwestlich bis fast zum Weiler Lingenreute der Gemeinde Opfenbach. Dort setzt sie zu einem weit ausholenden Bogen nach Nordosten an, in dessen Verlauf sie das Pfarrdorf Wohmbrechts von Hergatz passiert und dann am Dorf Hergatz selbst in ihre forthin beständige Laufrichtung nach Südsüdwesten findet. Der folgende Mittellauf ist schluchtartig eingetieft. Sie fließt danach etwa auf der Gemeindegrenze zwischen Hergensweiler rechts- und Sigmarszell linksseits. Ab dem Zufluss ihres größten Nebenflusses Rickenbach von Osten her bei Sigmarszell-Burgstall, der zuletzt Grenzgewässer zwischen Bayern und Vorarlberg ist, ist sie dann selbst auf ihrem Unterlauf Staatsgrenze zwischen Deutschland und Österreich. (Siehe hierzu auch den Grenzvertrag zwischen Bayern und Österreich von 1844, hierbei namentlich als Laibach im Kontext mit Biesings erwähnt.) Nunmehr grenzt Sigmarszell lange ans rechte Ufer, am linken liegen nacheinander die Vorarlberger Gemeinden Hohenweiler und Hörbranz. Auf Höhe des Ortes Hörbranz am linken Ufer setzt am gegenüberliegenden das Gebiet der Kreisstadt Lindau (Bodensee) ein. In inzwischen weniger eingetieftem Tal unterquert der Fluss die Leiblachbrücke der E 43. In nun dichter besiedeltem Gebiet auf beiden Flussseiten erreicht sie zwischen Hörbranz-Unterhochsteg links und Lindau-Zech auf 395,23 m ü. NHN den Bodensee.
Die Leiblach ist 31,9 km lang und mündet etwa 292 Höhenmeter unterhalb ihrer Quelle, sie hat ein mittleres Sohlgefälle von etwa 9,1 ‰.

### Einzugsgebiet
Das Einzugsgebiet ist etwa 103 km² groß, etwa drei Viertel davon liegen in Bayern und ein Viertel in Vorarlberg. Naturräumlich gesehen gehört es zum Bodensee-Jungmoränenlland, einem Teil des Voralpinen Hügel- und Moorlandes im Alpenvorland.
Im überwiegenden Teil des Einzugsgebietes liegt würmzeitliche Jungmoräne, auch Torfflächen kommen vor. Die mittlere und untere Leiblach sowie teils auch ihre Zuflüsse haben sich in die Obere Süßwassermolasse eingegraben. Die Flusssohle besteht anfangs vorwiegend aus Flussschottern und Sanden, im späteren Verlauf aus festem Molassegestein.

### Zuflüsse
Liste der Zuflüsse von der Quelle zur Mündung. Auswahl.
- Laubach[6], von links in Heimenkirch, 1,4 km
- Trappersbach[6], von links in westliches Heimenkirch, 0,5 km
- Kappenbach, von links bei Heimenkirch-Mothen, 3,1 km
- Gigersbach, von links bei Opfenbach-Lingenreute, 3,9 km
- Dürrach, von rechts bei Hergatz-Muthen, 6,4 km
- Krummbach, von rechts bei Hergatz-Reutenmühle, 2,8 km
- Ruefersbach oder Riefersbach[7], von rechts in Hergatz
- Krebsbach, von links bei Opfenbach-Göritz
- Unterer Krebsbach, von links bei Opfenbach-Beuren
- Schutzbach, nach den anderen Oberläufen auch Haggenbach oder Opfenbach, von links bei Sigmarszell-Immen
- Immenbach, von links nach Sigmarszell-Immenmühle
- Tannenbach, von rechts bei Hergensweiler
- Hagersbach, von rechts bei Hergensweiler-Hagers
- Rickenbach, von links bei Sigmarszell-Burgstall, 9,9 km (mit Riedbach 13,5 km)
zuletzt Grenzfluss zu Vorarlberg, wie danach die Leiblach selbst
- Hagersbach oder Attiserbach, von rechts bei Sigmarszell
- Gwigger Bach, von links bei Hohenweiler-Reisach
- Thumenbach, von rechts bei Sigmarszell-Thumen
- Hangnacher Bach, von rechts bei Sigmarszell-Hangnach
- Berger Bach, von links in Hörbranz

## Wasserführung
Mit einer mittleren Wasserführung von 3,4 m³/s ist die Leiblach der siebtgrößte Zubringer des Bodensees, dem sie 0,9 % seines Zuflusses zuführt.

### Hochwasserereignis 2024
Mit einer Abflussspitze von 189,84 m³/s in der Nacht vom 31. Mai auf den 1. Juni 2024 an der Messstelle Unterhochsteg überschritt die Leiblach erstmals in der Messgeschichte die Schwelle für ein HQ 300 (180 m³/s) und überschritt damit auch den genau elf Jahre zuvor erreichten, bisherigen Höchstwert von 149,3 m³/s deutlich. Dank eines Großaufgebotes an Einsatzkräften und Gerät gab es aber keine Verletzten und konnten auch Evakuierungen und größere Sachschäden verhindert werden.

## Fauna & Flora
Die Leiblach bildet als Flussbiotop Lebensraum für einige gefährdete Fischarten wie Strömer, Schneider, Nase, Koppe, Bachforelle und Äsche. Aus diesem Grund wurde der in Deutschland liegende Teil des Flusses als Natura-2000-Gebiet gemeldet. In Vorarlberg sind 21,45 ha als FFH-Gebiet ausgewiesen (Europaschutzgebiet Leiblach).